# Jouet rustique

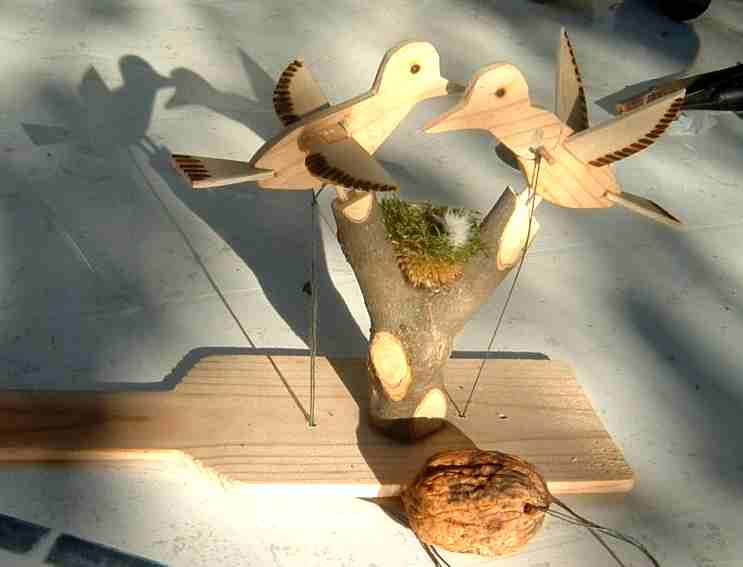
Un « jouet rustique »

Le concept de « jouet rustique » tend à regrouper tous les jouets qui, de tous temps et en tous lieux ont été fabriqués par et pour les enfants, avec les moyens du bord. Les modèles en sont transmis par les anciens, modifiés selon les goûts et les ressources naturelles des lieux et des saisons, ou créés au gré de l’imagination de chacun.

## Étymologie
Parce que « rus » en latin, c'est « la campagne », et que ces jouets viennent essentiellement du milieu rural.
Le mot « rustique » conserve donc ici son sens noble, celui qui nous renvoie à nos racines et nous relie au milieu naturel.

## Comment se présentent les «jouets rustiques»?
Ils sont élaborés :
- presque exclusivement avec des éléments naturels, surtout du bois : branches droites (surgeons, gourmands, gitolles), akènes (coquilles de noix, glands), galles du chêne, écorces et glanes diverses ;
- à la main, comme anciennement le faisaient les petits bergers ;
- avec des outils simples, d'abord le couteau de poche, puis d'autres, fabriqués sur mesure : pyrograveurs, poinçons, etc.

## À quoi sert le «jouet rustique»?
- À reprendre contact avec des traditions et des gestes immémoriaux.
- À éduquer la main: la joie du cœur et l'intelligence de la main.
- À dialoguer avec l'environnement naturel : en effet il convient de bien connaître les bois, les saisons, les milieux pour le réaliser.
- À être autonome dans tout le processus de fabrication : choix (et modification personnelle) des modèles, fabrication des outils, construction des jouets, pratique des jeux qui leur sont associés.

## L’actualité des «jouets rustiques»
En raison de leur adéquation aux goûts et aux besoins universels des enfants, certains ont traversé des millénaires et continuent à inspirer les modes, sans les concurrencer ni être concurrencés par elles.